# Assedio di Khartum
La battaglia di Khartoum o assedio di Khartoum durò dal 13 marzo 1884 al 26 gennaio 1885. Essa venne combattuta dentro ed intorno a Khartoum tra le forze egiziane condotte dal Generale britannico Charles George Gordon ed un esercito sudanese Mahdista guidato dall'autoproclamatosi Mahdi Muhammad Ahmad. Khartoum fu assediata dai mahdisti mentre veniva difesa da una guarnigione di 7 000 egiziani e truppe lealiste sudanesi. Dopo un assedio di dieci mesi, alla fine i mahdisti fecero irruzione nella città uccidendo l'intera guarnigione.

## Antefatti

### Nomina del generale Gordon

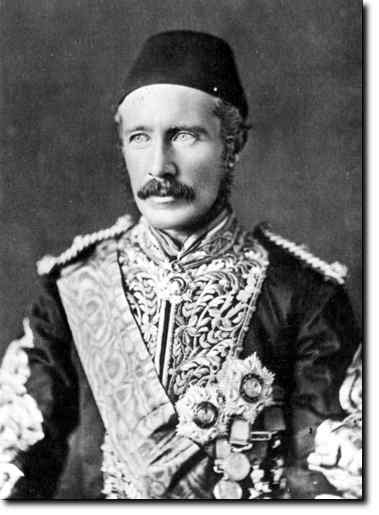
Charles Gordon (la foto è stata scattata durante il suo governatorato in Sudan)

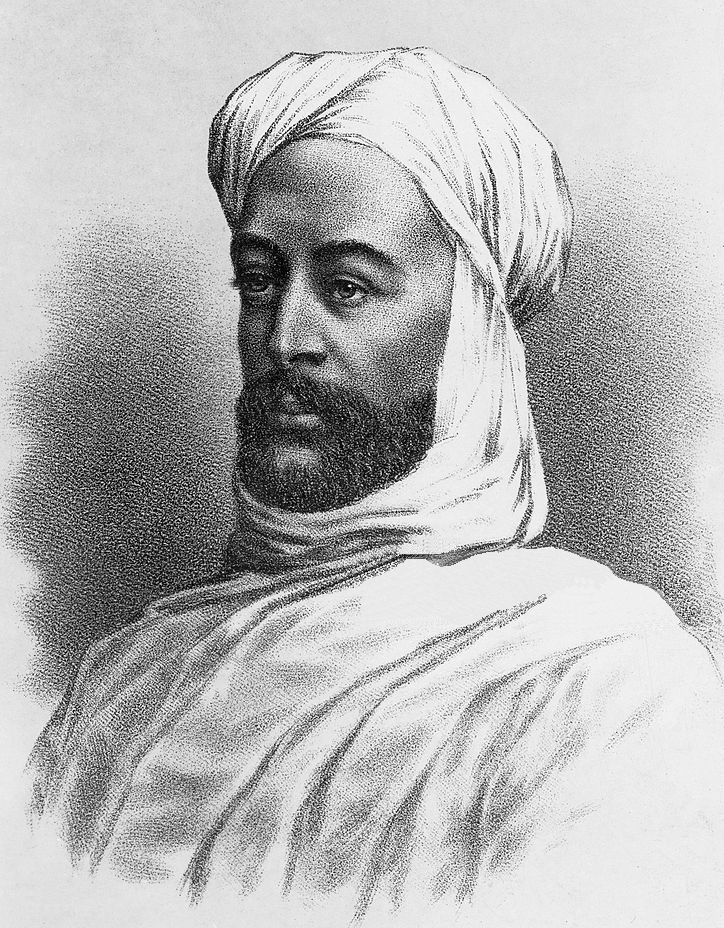
Mohammed Ahmed, il leader della ribellione sudanese

Fin dalla guerra anglo-egiziana del 1882, la presenza militare britannica assicurava che l'Egitto rimanesse de facto un protettorato britannico. Tuttavia, l'amministrazione del Sudan veniva considerata una questione interna, e lasciata al governo del chedivè. Di conseguenza, la soppressione della rivolta Mahdista venne lasciata all'esercito egiziano, che subì una sanguinosa sconfitta per mano dei ribelli mahdisti a El Obeid, nel novembre del 1883. Le forze del Mahdi catturarono una gran quantità di armi e invasero gran parte del Sudan, compreso il Darfur e il Kordofan.
Questi eventi portarono il Sudan all'attenzione del governo e dell'opinione pubblica britannici. Il primo ministro William Gladstone ed il suo segretario di Stato per la guerra Lord Hartington non volevano essere coinvolti nel Sudan. Di conseguenza, il rappresentante britannico in Egitto, Sir Evelyn Baring, convinse il governo egiziano dell'opportunità di ritirare tutte le loro guarnigioni presenti nel Sudan.
Il generale Charles Gordon in quei tempi era una figura popolare in Gran Bretagna e, essendo già stato Governatore Generale del Sudan dal 1876 al 1879 per conto del chedivè Isma'il Pascià, venne nominato per svolgere questo compito.
Le idee di Gordon sul Sudan erano radicalmente differenti da quelle di Gladstone: egli riteneva che la ribellione del Mahdi doveva essere sconfitta, o avrebbe potuto ottenere il controllo di tutto il Sudan, e da lì dilagare in Egitto. I suoi timori erano basati sui proclami del Mahdi, che rivendicava il dominio sull'intero Mondo islamico, e sulla fragilità dell'esercito egiziano, che aveva subito diverse sconfitte per mano dei sudanesi. Gordon era favorevole ad una politica aggressiva in Sudan, trovandosi d'accordo con altri imperialisti come Sir Samuel Baker e Sir Garnet Wolseley, e la sua opinione venne pubblicata su The Times, nel gennaio del 1884.
Nonostante ciò, Gordon si impegnò a portare a termine l'evacuazione del Sudan; gli venne dato un credito di £ 100 000 e gli fu promesso dalle autorità britanniche ed egiziane "tutto il sostegno e la cooperazione in loro potere". Il 14 gennaio 1884 Gordon partì da Londra diretto in Sudan.
Arrivato al Cairo, Gordon incontrò Al-Zubayr Rahma Mansur, un ex commerciante di schiavi che aveva una volta controllato una provincia semi-indipendente nel Sudan meridionale. I due uomini avevano avuto una storia travagliata, dato che Gordon aveva contribuito a distruggere il potere di Zubayr. Passando sopra la loro inimicizia precedente, Gordon si convinse che Zubayr era l'unico uomo con sufficiente energia e carisma per contrastare il Mahdi.
Lungo la strada per Khartoum con il suo assistente, il Colonnello Stewart, Gordon si fermò a Berber per presenziare ad un'assemblea di capi tribù. Qui commise un gravissimo errore, rivelando che il governo egiziano intendeva ritirarsi dal Sudan. Gli uomini delle tribù si preoccuparono per questa notizia, e la loro lealtà cominciò a vacillare.

## La battaglia

### Comincia l'assedio
Gordon fece un ingresso trionfale a Khartoum il 18 febbraio 1884, ma invece di organizzare il ritiro della guarnigione, si occupò dell'amministrazione della città.
Le sue prime decisioni furono quelle di ridurre le ingiustizie causate dall'amministrazione coloniale egiziana: persone incarcerate arbitrariamente vennero liberate, vennero distrutti strumenti di tortura e rimborsate le tasse. Per ottenere il sostegno della popolazione, Gordon legalizzò la schiavitù, nonostante il fatto che lui stesso l'avesse abolita pochi anni prima. Questa decisione fu popolare a Khartoum, dove l'economia ancora si basava sul commercio degli schiavi, ma provocò polemiche in Gran Bretagna.
L'opinione pubblica britannica poco dopo fu scossa nuovamente, quando Gordon chiese che Zubayr Pasha gli fosse inviato in aiuto. Zubayr, come ex mercante di schiavi, era molto impopolare in Gran Bretagna; la Anti-Slavery Society contestò questa scelta, e la richiesta venne respinta dal governo. Nonostante questa battuta d'arresto, Gordon era ancora determinato ad "annientare il Mahdi". Egli chiese che un reggimento di soldati turchi fosse inviato a Khartoum, dato che l'Egitto era ancora nominalmente una provincia dell'Impero ottomano. Quando anche questo venne rifiutato, Gordon chiese un contingente di truppe di indiani musulmani e in seguito 200 soldati britannici per rafforzare le difese di Khartoum. Tutte queste richieste vennero respinte dal gabinetto Gladstone, che era ancora propenso all'evacuazione e si rifiutò assolutamente di subire pressioni per un intervento militare in Sudan. Questo provocò il risentimento di Gordon per la politica del governo e i suoi telegrammi al Cairo divennero più aspri. L'8 aprile scrisse: "Vi lascio con la vergogna indelebile di abbandonare le guarnigioni" e aggiunse che una tale decisione sarebbe stata "il culmine della cattiveria". Quando queste sue critiche vennero rese pubbliche in Gran Bretagna, il partito conservatore, all'opposizione, presentò una mozione di sfiducia alla Camera dei Comuni, che non passò per soli 28 voti.
Sapendo che i mahdisti erano vicini, Gordon ordinò il rafforzamento delle fortificazioni attorno a Khartoum. La città era protetta a nord dal Nilo Azzurro e ad ovest dal Nilo Bianco. Per difendere le sponde del fiume, egli creò una flottiglia di cannoniere da nove piccoli piroscafi a ruote, fino ad allora utilizzati per comunicazioni, che vennero dotati di cannoni e protetti con lastre di metallo. Nella parte meridionale della città, che guardava verso il deserto, preparò un elaborato sistema di trincee, improvvisò delle mine terrestri del tipo Fugas, e reticolati. Inoltre, la campagna circostante era controllata daila tribù Shaigiya, che era ostile al Mahdi.
Ai primi di aprile del 1884, le tribù a nord di Khartoum insorsero in aiuto al Mahdi, e bloccarono il traffico egiziano sul Nilo e il telegrafo con il Cairo. In realtà le comunicazioni non erano del tutto interrotte, poiché delle staffette potevano ancora passare, ma l'assedio era iniziato e Khartoum ora poteva solo utilizzare i propri depositi di cibo, che erano sufficienti per cinque o sei mesi.
Il 16 marzo venne inutilmente tentata una sortita da Khartoum, che portò alla morte di 200 soldati egiziani, dato che ormai le forze arabe e africane che assediavano Khartoum arrivavano a oltre 30 000 uomini. Durante i mesi di aprile, maggio, giugno e luglio, Gordon e il presidio erano ormai isolati, le riserve di generi alimentari diminuivano e la fame cominciava a diffondersi, sia per i soldati che per la popolazione civile. Le comunicazioni erano state mantenute con le staffette e Gordon era anche in contatto con il Mahdi che aveva respinto le sue offerte di pace e di revocare l'assedio.
Il 16 settembre una spedizione inviata da Khartoum a Sennar venne sconfitta ad Al Aylafuh dai mahdisti provocando la morte di oltre 800 soldati del presidio, mentre verso la fine del mese il Mahdi spostò il grosso del suo esercito a Khartoum, più che raddoppiando il numero degli assedianti. 
Al 10 settembre 1884, la popolazione civile di Khartoum era di circa 34 000 persone.

### Caduta di Khartoum
La situazione di Gordon causò grande preoccupazione sulla stampa britannica, e anche la Regina Vittoria intervenne in suo favore. Il governo gli ordinò di tornare, ma Gordon rifiutò, dicendo che la difesa della città era una questione d'onore. Nel luglio del 1884, Gladstone a malincuore accettò di inviare un corpo di spedizione cammellato a Khartoum. Tuttavia la spedizione, guidata da Sir Garnet Wolseley, impiegò diversi mesi per organizzarsi ed entrò nel Sudan solo nel gennaio del 1885. A quel tempo, la situazione di Gordon era diventata disperata, con le scorte di cibo in esaurimento, molti abitanti che stavano morendo di fame e con il morale dei difensori ridotto al minimo.
La spedizione di soccorso venne attaccata ad Abu Klea il 17 gennaio, e due giorni dopo ad Abu Kru. Sebbene il loro quadrato fosse stato rotto ad Abu Klea, gli inglesi riuscirono a respingere i Mahdisti. Il Mahdi, sentendo dell'avanzata britannica, decise di portare l'attacco a Khartoum. Nella notte tra il 25 e il 26 gennaio, circa 50 000 mahdisti attaccarono le mura della città poco prima di mezzanotte. I mahdisti, approfittando del basso livello del Nilo, che poteva essere attraversato a piedi, si precipitarono attorno alle mura sulle rive del fiume e dentro la città. I dettagli sull'assalto finale sono vaghi, ma si dice che verso le 3.30 del mattino i mahdisti riuscirono ad aggirare le mura della città all'estremità bassa del Nilo, mentre un'altra forza, guidata da Al Nujumi, sfondava la porta Massalamieh nonostante avesse subito perdite per le mine e gli ostacoli di filo spinato piazzati dagli uomini di Gordon. L'intera guarnigione, fisicamente indebolita dalla fame, offrì resistenza solo in alcune zone e venne interamente annientata in poche ore, come lo furono 4 000 civili, mentre molti altri (donne e bambini) vennero ridotti in schiavitù. Vi sono varie versioni sulla morte di Gordon. Secondo una versione, quando i guerrieri mahdisti fecero irruzione nel Palazzo del Governatore, Gordon uscì in alta uniforme e, disdegnando di combattere, fu trafitto a morte, a dispetto degli ordini del Mahdi, che voleva fosse catturato vivo. In un'altra versione, Gordon fu riconosciuto dai mahdisti mentre stava dirigendosi verso il consolato austriaco e ucciso in strada. Quello che appare certo è che la sua testa fu tagliata, infilata su una lancia, e portata al Mahdi come trofeo.
I restanti componenti della spedizione di soccorso arrivarono in vista di Khartoum due giorni dopo. Dopo la caduta della città, le truppe superstiti inglesi ed egiziane si ritirarono dal Sudan, con l'eccezione della città di Suakin sulla costa del Mar Rosso e la città di Wadi Halfa sul Nilo, al confine egiziano, lasciando a Muhammad Ahmad il controllo dell'intero paese.

## Conseguenze
La stampa inglese diede la colpa della morte di Gordon a Gladstone, accusandolo di eccessiva lentezza nell'invio di soccorsi a Khartoum. Egli venne rimproverato dalla Regina Vittoria in un telegramma che divenne noto al pubblico, e una sigla applicata a lui, GOM per "Grand Old Man" (Grande Vecchio), venne cambiata in MOG il "Murderer Of Gordon" (assassino di Gordon). Il suo governo cadde nel giugno 1885, anche se tornerà in carica l'anno dopo. Comunque questa pubblica protesta presto si attenuò, in primo luogo quando l'attenzione della stampa e il sensazionalismo degli eventi cominciarono a diminuire e poi quando il governo dichiarò che il costo di una guerra in Sudan sarebbe stato pari a £ 11 500 000
In realtà, Gladstone aveva sempre visto il problema egiziano-sudanese con disgusto e aveva provato una certa simpatia per i sudanesi che cercavano di uscire dal dominio coloniale egiziano. Una volta dichiarò alla Camera dei Comuni: "Sì, quei popoli stanno lottando per essere liberi, ed essi stanno giustamente lottando per essere liberi." Inoltre, il comportamento insubordinato e arrogante di Gordon non era stato certo gradito al governo Gladstone.
Dopo la sua vittoria, Muhammad Ahmad divenne il capo della maggior parte di quello che è ora l'attuale Sudan, e formò uno Stato religioso, il Mahdiyah, che venne governato con un'applicazione dura della legge Sharia. Egli morì poco dopo, nel giugno del 1885, sebbene lo Stato da lui fondato gli sopravvisse.
In Gran Bretagna, Gordon verrà visto come un martire ed un eroe. Nel 1896, una spedizione guidata da Horatio Kitchener fu inviata a vendicare la sua morte e per riconquistare il Sudan. Il 2 settembre 1898 le truppe di Kitchener sconfissero il grosso dell'esercito mahdista nella Battaglia di Omdurman. Due giorni dopo una commemorazione per Gordon si tenne di fronte alle rovine del palazzo dove era morto. I membri sopravvissuti delle famiglie dei capi del movimento mahdista vennero portati dagli inglesi in una prigione in Egitto.
Le donne e bambini vi restarono per dieci anni, gli uomini per dodici anni. Dopo il loro ritorno in Sudan restarono agli arresti domiciliari per il resto della loro vita.

## Media
- Gli avvenimenti precedenti e la battaglia finale sono descritti in modo molto romanzato nel film del 1966 Khartoum, con Charlton Heston come Generale Gordon e Laurence Olivier come Muhammad Ahmad.
- L'assedio di Khartoum è l'ambiente per il romanzo di Wilbur Smith intitolato The Triumph of the Sun, pub. 2005
- G. A. Henty ha scritto un racconto sull'assedio intitolato The Dash for Khartoum, pubblicato originariamente nel 1892, è quindi disponibile online gratuitamente al Project Gutenberg.
- Henryk Sienkiewicz, scrittore polacco vincitore del Premio Nobel, ha ambientato il suo romanzo In Desert and Wilderness nel Sudan durante la rivolta del Mahdi, che svolge un ruolo fondamentale nella trama.